# Żylica olbrzymia

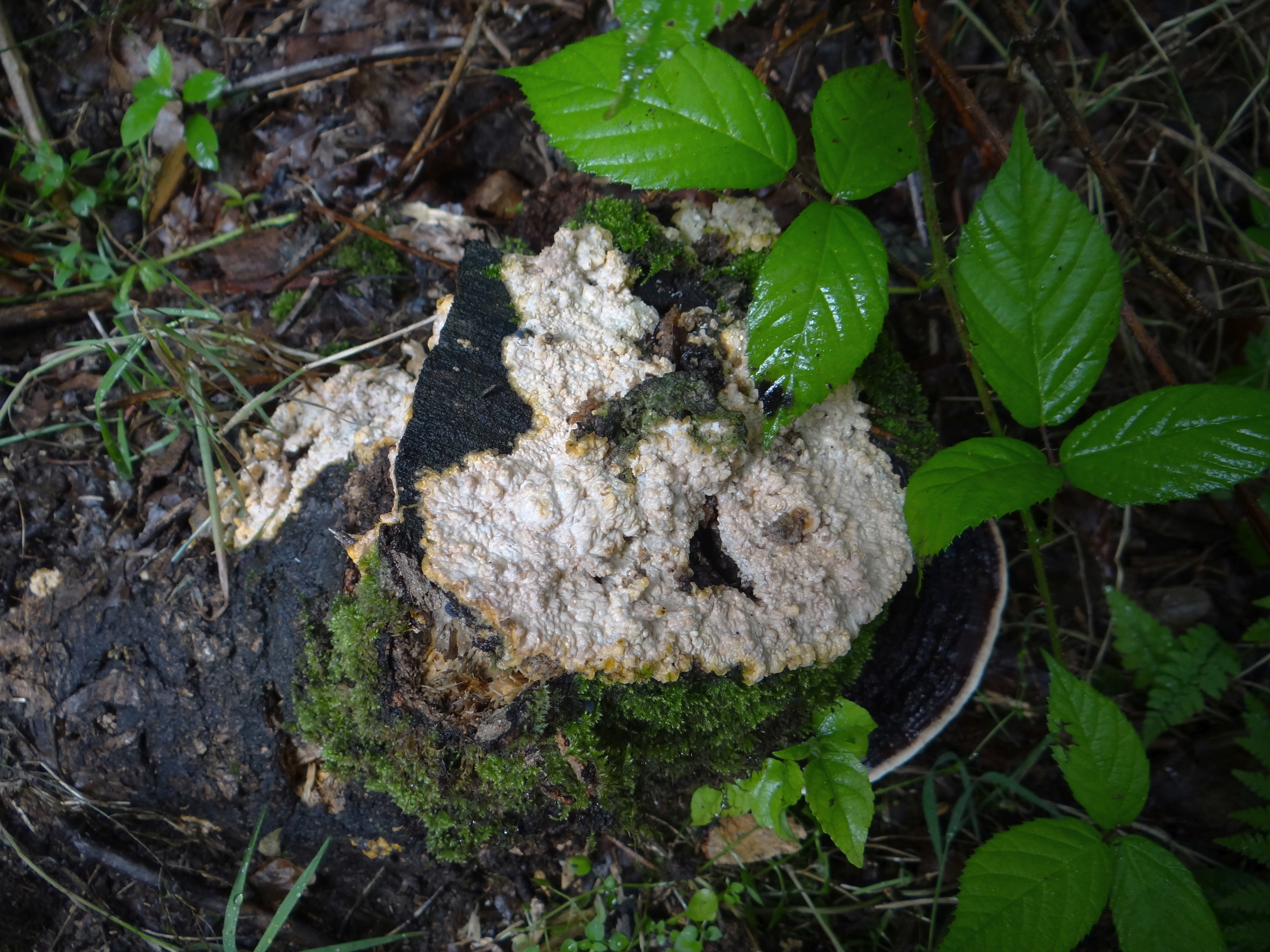
Żylica olbrzymia na pniaku świerka

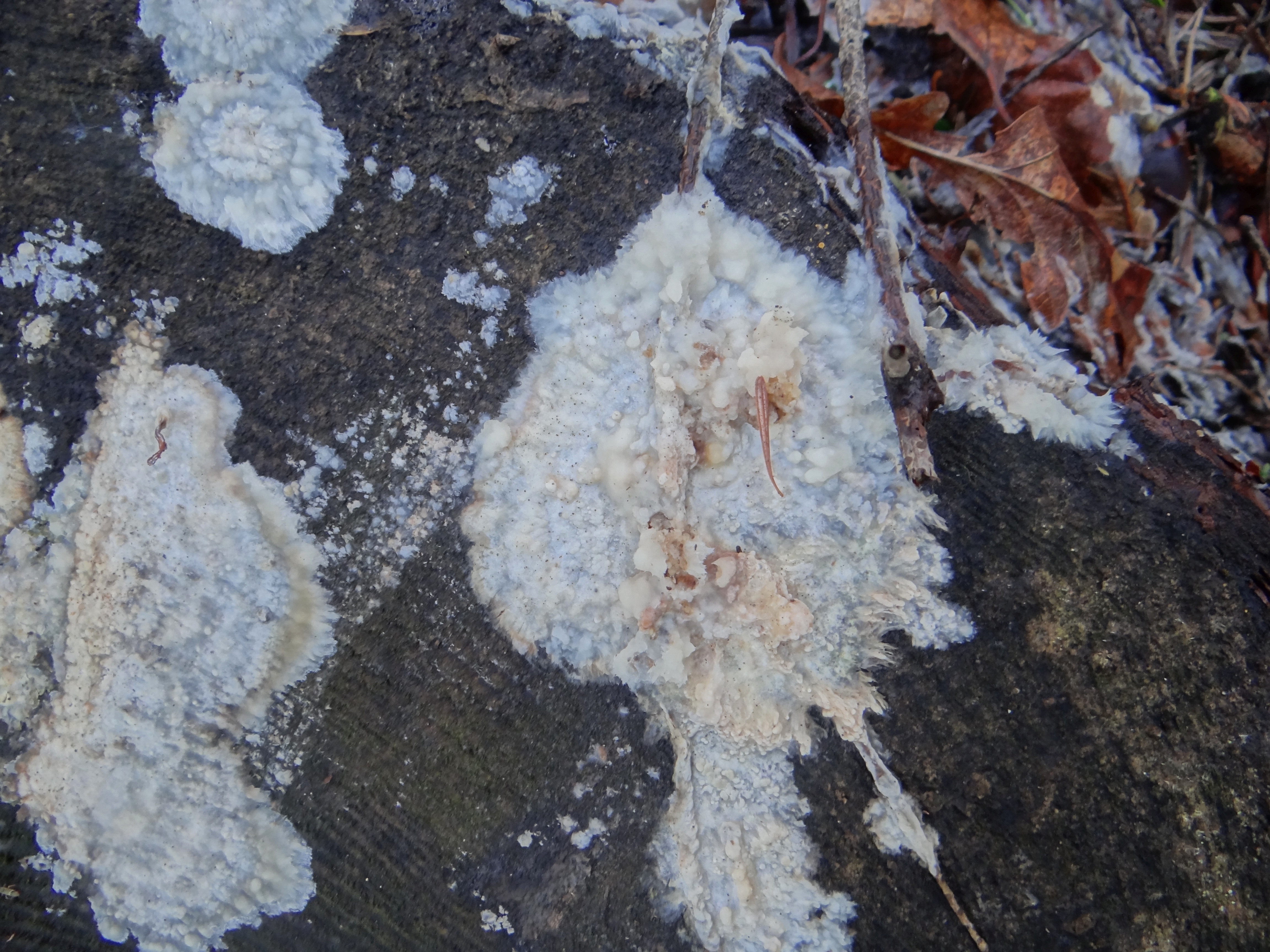

Żylica olbrzymia (Phlebiopsis gigantea (Fr.) Jülich) – gatunek grzybów należący do rodziny korownicowatych (Phanerochaetaceae).

## Systematyka i nazewnictwo
Pozycja w klasyfikacji według Index Fungorum: Phanerochaetaceae, Polyporales, Incertae sedis, Agaricomycetes, Agaricomycotina, Basidiomycota, Fungi.
Po raz pierwszy takson ten zdiagnozował w 1815 r. Christian Hendrik Persoon, nadając mu nazwę Thelephora gigantea. Obecną, uznaną przez Index Fungorum nazwę nadał mu w 1978 r. Walter Jülich, przenosząc go do rodzaju Phlebiopsis.
Niektóre synonimy naukowe:

- Corticium giganteum (Fr.) Fr. 1838
- Kneiffia gigantea (Fr.) Bres. 1903
- Kneiffia globifera (Ellis & Everh.) Rick 1934
- Kneiffia lurideolivacea Rick 1934
- Peniophora crosslandii Massee 1892
- Peniophora gigantea (Fr.) Massee 1892
- Peniophora globifera Ellis & Everh. 1897
- Peniophora lurideolivacea (Rick) Rick 1959
- Phanerochaete gigantea (Fr.) S.S. Rattan 1977
- Phlebia gigantea (Fr.) Donk 1957
- Scopuloides gigantea (Fr.) Spirin & Zmitr. 2004
- Terana gigantea (Fr.) Kuntze 1891
- Thelephora fimbriata Sommerf. 1826
- Thelephora gigantea Fr. 1815
- Thelephora lactea Schrad. 1794
- Thelephora pergamenea Pers. 1822[2].

Polską nazwę nadali Barbara Gumińska i Władysław Wojewoda w 1983 r. W polskim piśmiennictwie mykologicznym gatunek ten opisywany był też jako korownica okazała, korownica olbrzymia, powłocznik olbrzymi, osnówka olbrzymia, grzyb składowy, żylak olbrzymi.

## Morfologia i rozmnażanie
Tworzy na powierzchni drewna płasko rozpostarte owocniki o średnicy dochodzącej do 1 m i grubości do 1 mm. Powierzchnia owocnika jest woskowata, gładka lub nieco brodawkowana i ma barwę białoszarą lub różowoszarą, podczas wysychania żółknie. Brzeg owocnika jest postrzępiony, puszysty, czasami występują sznury grzybniowe. Rozmnaża się płciowo przez bazydiospory, które roznoszone są przez wiatr i wodę, a także bezpłciowo przez oidia powstające poprzez fragmentację grzybni.
Wysyp zarodników biały. Zarodniki (bazydiospory) są eliptyczne, gładkie, bezbarwne i mają rozmiar 5–7 × 2,5–3,5 μm.

## Występowanie i siedlisko
Występuje w całej Ameryce Północnej, Ameryce Środkowej, Europie, Afryce Wschodniej i południowej Azji.
Nadrzewny grzyb kortycjoidalny, saprotrof. Można go spotkać w lasach iglastych i mieszanych, czasami także w parkach i miejskich lasach. Rozwija się na pniach, pniakach i gałęziach martwych drzew iglastych: świerka, jodły, sosny, obserwowana była także na uprawianych drzewach iglastych – na różnych gatunkach sosny, na daglezji i żywotniku. Owocniki wytwarza przez cały rok (przy sprzyjających warunkach również w zimie). W Polsce gatunek bardzo pospolity.

## Znaczenie
Powoduje białą zgniliznę drewna i odgrywa ważną rolę w rozkładzie szczątków drzew iglastych. W gospodarce leśnej preparaty zawierające grzybnię żylicy olbrzymiej wykorzystywane są do biologicznego zwalczania groźnego pasożyta drzew – korzeniowca wieloletniego (Heterobasidion annosum). Grzybnią żylicy olbrzymiej szczepi się pniaki ściętych drzew, co uniemożliwia na nich rozwój tego groźnego pasożyta drzew. Jest to tzw. inokulacja. Grzybnia żylicy olbrzymiej działa silnie hamująco na rozwój strzępek korzeniowca wieloletniego, powodując zaburzenia w rozwoju ich błony komórkowej i deformację. Preparaty żylicy olbrzymiej wykorzystywane są głównie do ochrony upraw sosny i świerka.
Jest jednym z grzybów domowych powodujących butwienie drewna konstrukcyjnego w domach, ale dużo mniej szkodliwym niż stroczek domowy (Serpula lacrymans). Do rozwoju wymaga dużej wilgotności i w miarę wysychania drewna zamiera.Początkowo powoduje powstawanie białych, puszystych płatów o grubości około 4 mm, w późniejszych stadiach rozwoju tworzą się powoli rozwijające się, jasnobrunatne zgnilizny zewnętrzne. Zniszczeniu ulega tylko zewnętrzna warstwa drewna.